# Johann Bernoulli
Johann Bernoulli (Basileia, 27 de julhojul./ 6 de agosto de 1667greg. — Basileia, 1 de janeiro de 1748) foi um matemático suíço.

## Biografia

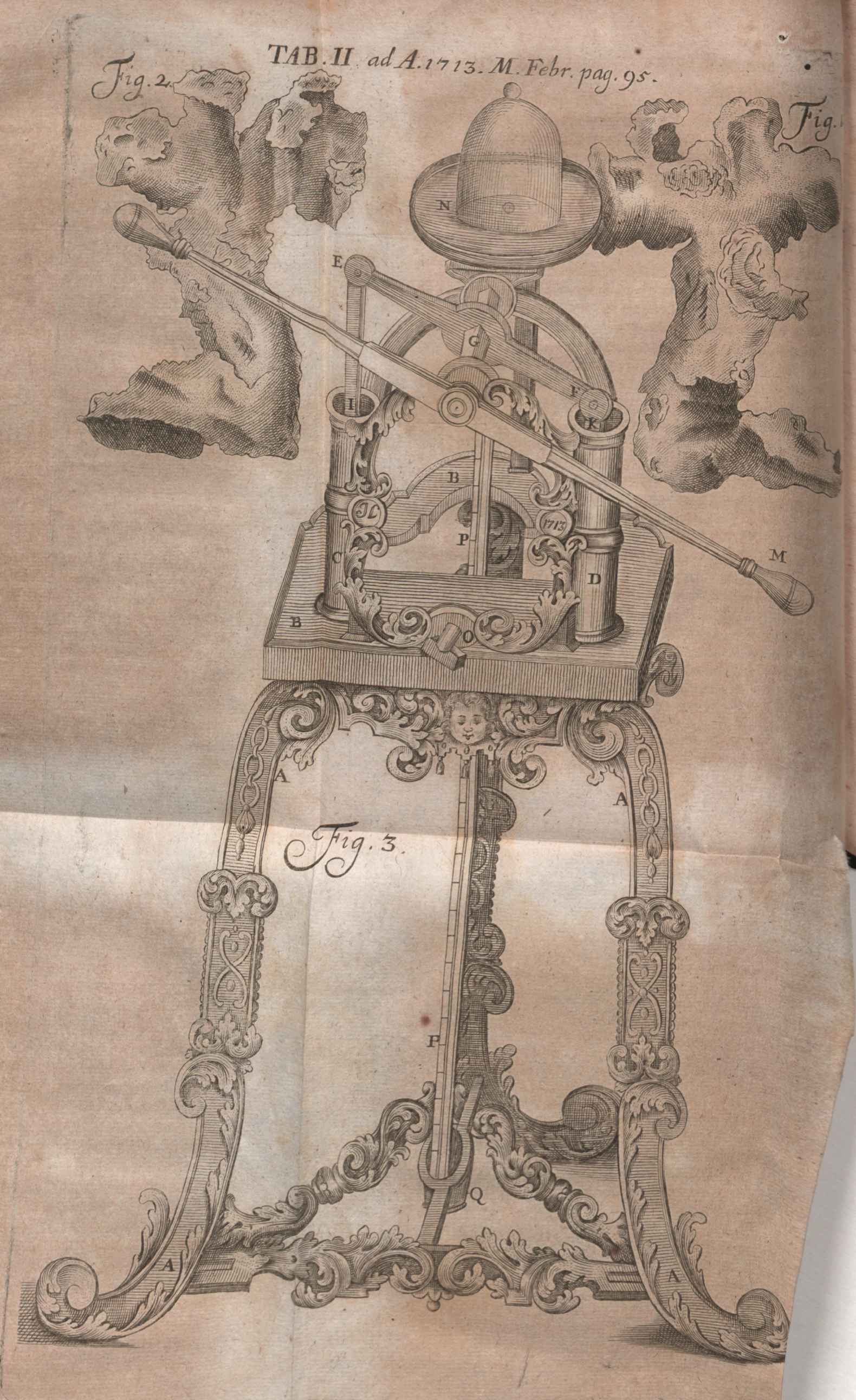
Ilustração em De motu corporum gravium... (Acta eruditorum, 1713)

Estudou inicialmente medicina. Seu irmão Jakob Bernoulli ensinou-lhe matemática. O facto de seu nome aparecer numerado deve-se à existência de um Johann II Bernoulli, nascido posteriormente na família.
Com o seu irmão Jakob, desenvolveu trabalhos que precediam em muito o cálculo de Gottfried Leibniz. Foi acusado de ter roubado ideias de seu irmão Jakob e de expulsar o seu filho Daniel Bernoulli de casa, por ter ganho um prêmio da Academia Francesa de Ciências, para o qual ele próprio estava competindo. Fez fundamentais pesquisas sobre cálculo variacional.
Seu primeiro emprego acadêmico foi em Groningen, em 1695, como professor de matemática. Após a morte de Jakob, em 1705, ocupou seu lugar em Basileia. Muito fez para divulgar o cálculo na Europa. Seu campo de atuação incluía física, química, astronomia, além da matemática. Em ciência aplicada contribuiu extensamente com a óptica, escreveu sobre a teoria das marés e a teoria matemática da navegação. Permaneceu ativo até alguns dias antes de sua morte, com a idade de oitenta anos.
Contribuiu ainda em várias áreas da matemática aplicada, incluindo o movimento de uma partícula num campo gravitacional. Estabeleceu a equação da catenária em 1690. Propôs um engenho de movimento perpétuo.
Em 1697, propôs um problema que se estabeleceu nos fundamentos do cálculo variacional: qual é a curva que une dois pontos dados, de tal modo que uma partícula pesada se mova ao longo da curva, do ponto superior ao ponto inferior, no tempo mínimo? Após ser publicado, permaneceu cerca de um semestre sem resposta. Este problema foi recebido pela Royal Society que o enviou a Isaac Newton à tarde; Newton devolveu-o solucionado na manhã seguinte, e de acordo com John Conduitt, o problema foi resolvido no mesmo dia que foi recepcionado, antes de Newton dormir à noite. A solução foi então enviada a Bernoulli sem identificar autoria, que ao lê-la, instantaneamente reconheceu o responsável, exclamando em latim, tanquam ex ungue leonem (traduzido como "o leão é reconhecido por sua garra"), em referência ao método distinto de Newton.